# Ernst Alfred Hauser
Ernst Alfred Hauser (Wenen, 20 juli 1896 - Cambridge (Massachusetts), 10 februari 1956) was een chemicus, pionier in de latex- en rubbertechnologie en weldoener van de Verein für Höhlenkunde in Salzburg.

## Biografie

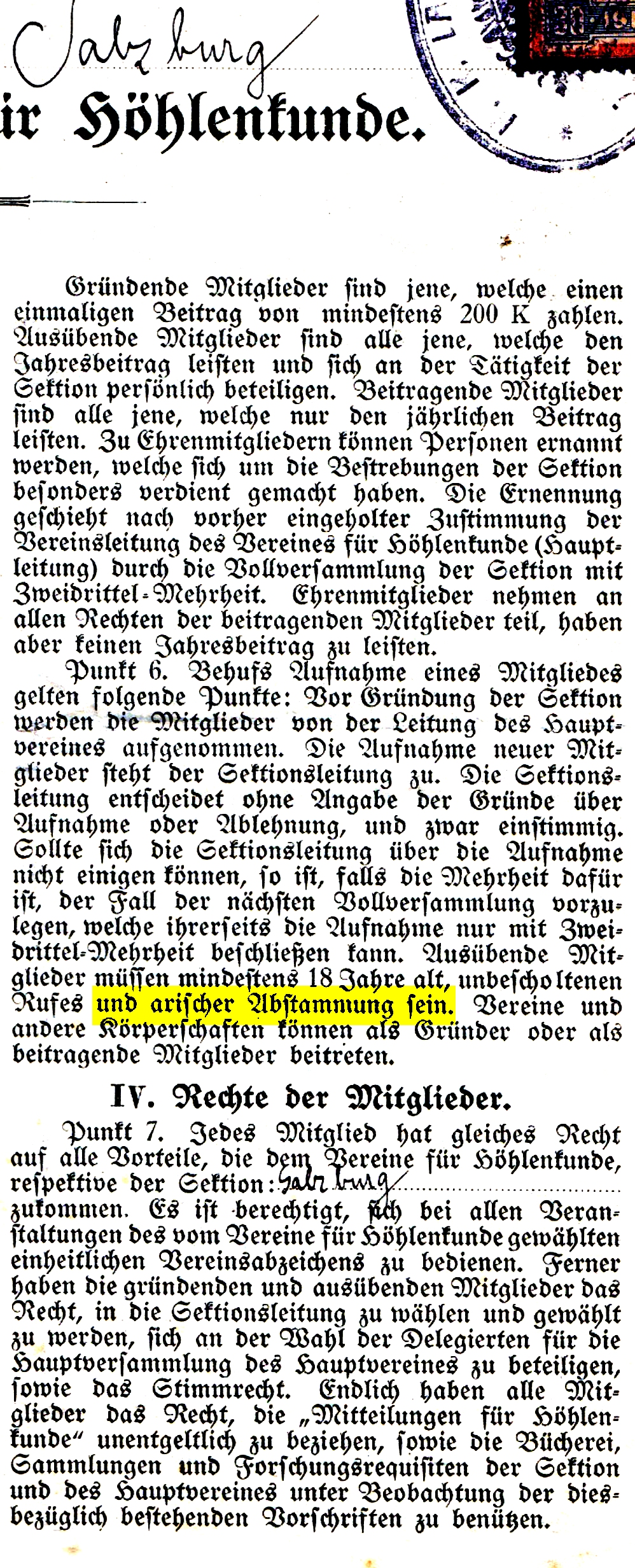
Statuten Verein für Höhlenkunde, Salzburg

Ernst Alfred Hauser werd op 20 juli 1896 in Wenen geboren. Zijn ouders waren Alfred Charles Hauser (Wenen, 1870) en Alice Hauser-Sobotka (Wenen, 1873 - 1963). Na de lagere school en het gymnasium studeerde hij scheikunde aan de Universiteit van Wenen. Bij het uitbreken van de Eerste Wereldoorlog diende hij bij de veldartillerie en later promoveerde hij tot officier bij de bergtroepen. Hij trouwde met Susi Hauser-Devrient, (1898 - 16 december 1920), het echtpaar kreeg een zoon Ernst Felix Hauser (1920 - 1993). In hetzelfde jaar van de geboorte van hun zoon overleed Susi op 16 december 1920.
Van 1918 tot 1920 studeerde hij voor zijn doctoraal en promoveerde in 1921 met het proefschrift  Umkehrbare Reaktion 3 HNO3? HNO3 + 2 NO + H2O.
Daarna volgde hij van 1921 tot 1922 een post-doctorale studie bij Max Born aan de Universität Göttingen, vakgroep Natuurkunde. In deze jaren was hij ook intensief betrokken bij het onderzoek van de Eisriesenwelt, hij financierde de aanleg van een voetpad naar de Eisriesenwelt. Ook leverde hij een volledige speleologie-uitrusting om bezoekers aan de grot te helpen en in 1921 organiseerde hij de expeditie naar Eisriesenwelt waardoor het mogelijk werd om in 1922 de Eisriesenwelt te openen voor het publiek, ook steunde hij de Verein für Höhlenkunde van Salzburg.
Juist hier werden de eerste tekenen van het sterk opkomende nationaalsocialisme en het antisemitisme zichtbaar: In 1921 werd getracht hem uit de Verein für Höhlenkunde te zetten vanwege zijn joodse afkomst. In de statuten van de vereniging was opgenomen dat leden alleen van het Arisch ras mochten zijn. Het eindigde met de uitzetting van de aanklager, de voormalig directeur van de vereniging, Ernst die inmiddels zijn lidmaatschap had beëindigd werd weer toegelaten als lid.
Ernst trouwde voor de tweede maal met Vera Margareta Hauser-von Fischer (Bielsko-Biala (Polen), 12 februari 1901 - Cambridge (Verenigde Staten), 2 augustus 1989), het echtpaar kreeg twee zonen, Wolf Dieter Hauser (1927-2007) en Georg Werner Hauser (1930-2001). Van 1922 tot 1933 werkte hij als onderzoeksassistent en vanaf 1925 als hoofd van het colloïdchemische laboratorium bij het Metallgesellschaft in Frankfurt. In 1926 was hij een van de oprichters van de Duitse Kautschuk-Gesellschaft.
In 1928 werd hij tot Associate Professor benoemd aan de Universiteit van Massachusetts in Cambridge.
Vanaf 1933 veranderde het klimaat in Duitsland, Adolf Hitler kwam aan de macht, Ernst werkte daarna nog korte tijd bij Semperit AG in Wimpassing (Oostenrijk). In 1934 besloot hij met zijn gehele gezin naar Amerika te emigreren waar hij in 1935 een positie verwierf aan Massachusetts Institute of Technology in Cambridge.
Van 1934 tot 1935 maakte hij een wereldreis waarbij hij een aantal rubber-producerende landen bezocht: Noord-Amerika, Japan, China, Ceylon en Maleisië. Zijn bevindingen verschenen in een reisverslag dat in 1935 werd uitgegeven in Wenen.
In 1941 werd Hauser Amerikaans staatsburger, in de Tweede Wereldoorlog was hij technisch adviseur in het Amerikaanse leger. In 1948 werd hij hoogleraar Colloïdchemie aan het Massachusetts Institute of Technology hij was ook gastdocent bij het Worcester Polytechnic Institute, (Worcester, Massachusetts). Hij maakte carrière en was bij zijn overlijden in 1956 een van de belangrijkste onderzoekers op het gebied van colloïdchemie.
Hauser ontving meerdere wetenschappelijke onderscheidingen:
- 1924: zilveren medaille (Malayan Agricultural-Horticultural Society)
- 1931: Medaille van het Deutschen Kautschuk-Gesellschaft
- 1933: Carl-Dietrich-Harries-medaille van het Deutschen Kautschuk-Gesellschaft
- 1952: Eredoctoraat van het Worcester Polytechnic Institute, Worcester (Massachusetts).

## Publicaties
- Overzicht van publicaties, werk en patenten: http://www.uni-kiel.de/anorg/lagaly/group/klausSchiver/hauser.pdf